# Sphacelariaceae
Famille
Les Sphacelariaceae sont une famille d’algues brunes de l’ordre des Sphacelariales. 

## Étymologie
Le nom vient du genre type Sphacelaria, qui vient du grec σφάκελος / sphakelos, « semblable à la gangrène », en référence à « l'allure souvent nécrosée des sommets ».  

## Liste des genres
Selon AlgaeBase (22 août 2017) et World Register of Marine Species (22 août 2017) :
- Battersia Reinke ex Batters, 1890
- Chaetopteris Kützing, 1843
- Herpodiscus G.R.South, 1974
- Sphacelaria Lyngbye, 1818
- Sphacella Reinke, 1890
- Sphacelorbus Draisma, Prud'homme & H.Kawai, 2010

Selon ITIS (22 août 2017) :
- Battersia
- Onslowia
- Sphacelaria
- Sphacella